# NGC 810
NGC 810 (również PGC 7965 lub UGC 1583) – galaktyka eliptyczna znajdująca się w gwiazdozbiorze Barana w odległości około 360 milionów lat świetlnych. Odkrył ją Édouard Stephan 11 grudnia 1871 roku.
Tuż obok jej jądra widoczna jest znacznie mniejsza galaktyka eliptyczna, oznaczana jako NGC 810-2 (lub PGC 3126708). Prawdopodobnie galaktyki te są w trakcie zderzenia. Na niektórych zdjęciach jądro NGC 810 wydaje się podwójne, co mogłoby sugerować, że galaktyka ta sama jest rezultatem zderzenia dwóch galaktyk. Jednak na dokładniejszych zdjęciach (np. z przeglądu nieba SDSS) widać cienki biegunowy pierścień pyłowy wokół jądra i to on jest przyczyną owej pozornej podwójności.